# Didymosella larvalis
Didymosella larvalis is een mosdiertjessoort uit de familie van de Didymosellidae. De wetenschappelijke naam van de soort is voor het eerst geldig gepubliceerd in 1869 door MacGillivray.